# Justin Saw Min Thide
Justin Saw Min Thide (Thaung, 26 de março de 1951) - padre católico birmanês, bispo de Hpa-an desde 2009.
Foi ordenado sacerdote em 19 de março de 1984 e incardinado na Arquidiocese de Yangon. Ele trabalhou principalmente como pároco, ele também foi, inter alia, conferencista e vice-reitor da parte filosófica do seminário de Pyin Oo Lwin (1992-2003) e economista arquidiocesano (1989 e 2003-2007).
Em 16 de julho de 2007 foi nomeado bispo auxiliar de Rangoon e bispo titular de Lemfocta. Foi ordenado bispo em 2 de dezembro de 2007 pelo arcebispo Salvatore Pennacchio.
Em 24 de janeiro de 2009, foi nomeado bispo da recém-criada diocese de Hpa-an.